# Jean Marie Hercule Boissel
Pour les articles homonymes, voir Boissel.
Jean Marie Hercule Boissel (8 janvier 1795 à Vincennes - 12 février 1861 à Paris) est un homme politique français.

## Biographie
Jean Marie Hercule Boissel est député de la Seine de 1841 à 1849, maire-adjoint du 12e arrondissement de Paris, siégeant dans l'opposition constitutionnelle sous la Monarchie de Juillet, puis à droite sous la Deuxième République. Il est également pharmacien à Paris. 
Sa fille épousa en 1842 Prosper Blanchemain.

## Distinctions
- Chevalier de la Légion d'honneur (décret du 9 novembre 1834)[1]
- Médaillé de Saint-Hélène

## Sources
- « Jean Marie Hercule Boissel », dans Adolphe Robert et Gaston Cougny, Dictionnaire des parlementaires français, Edgar Bourloton, 1889-1891 [détail de l’édition]